# Koelreuteria
Koelreuteria Laxm. è un genere di piante della famiglia delle Sapindacee.
Il nome del genere è un omaggio al botanico tedesco Joseph Gottlieb Kölreuter  (1733–1806).

## Tassonomia
Il genere comprende le seguenti specie:
- Koelreuteria bipinnata Franch.
- Koelreuteria elegans (Seem.) A.C.Sm.
- Koelreuteria paniculata Laxm.